# جبال بني شقران
جبال بني شقران هي سلسلة جبال تقع في الجزائر في شمال غرب البلاد.

## المناخ
جبال بني شقران هي سلسلة جبلية تابعة للأطلس التلي تقع بين سهول سيق والهبرة في الشمال وسهل غريس بالجنوب.
فهي تتميز بمناخ البحر الأبيض المتوسط شبه الجاف وتضاريسها الوعرة، والذي يعزز تآكل الجبال بانجراف التربة.
النمو السكاني وأساليب الإدارة غير المتكافئ في كثير من الأحيان أدى لتدهور الغطاء النباتي والتربة بالسلسلة الجبلية. ويبلغ متوسط الارتفاع بين 700م إلى 932 م في محيط مدينة البرج.
كما أنها تحتوي على العديد من السدود والسهول والأودية الغنية الرئيسية (الحمام، وفرقوق)، 
مؤخرا قامت الجزائر ببرنامج كبير للإعادة التحريج أجريت على امتداد السلسلة. وتبلغ المساحة الكلية 1618 كم مربع أي 32 بالمئة من مساحة ولاية معسكر.

## سكان المنطقة
أعطت قبيلة بني شقران اسمها للسلسلة الجبلية والقبيلة هي من أوائل من بايع الأمير عبد القادر الجزائري الذي ينتمي للمنطقة وولد فيها ويعتبر مؤسس الدولة الجزائرية وجبال بني شقران لها رمزية كبيرة في تاريخ الجزائر حيث أنها مسقط رأس مؤسس الدولة الجزائرية ومن أوائل من قاوم الفرنسيين وهي المكان الذي سجل لها التاريخ آخر مقاومة مسلحة في 1914  قبل بدء العمل السياسي واندلاع ثورة التحرير في 1954.

## الإدارة
تنتشر على جبال بني شقران 18 بلدية من ولاية معسكر ما يمثل ثلث مساحة الولاية البلديات المعنية هي بلدية معسكر، الشرفة، القيطنة، عين فارس، بوحنيفية، حسين، القرط، القعدة، المامونية، خلوية، البرج، السحايلية، سيدي عبد الجبار، وادي الأبطال، المنور، فراقيق، سجرارة.